# Sønder Hygum
Sønder Hygum is een plaats in de Deense regio Zuid-Denemarken, gemeente Vejen. De plaats telt 449 inwoners (2020).